# 楊沐 (明朝)
楊沐（1533年—1567年），字子新，號新岙〔上文下山〕，山西平陽府臨汾縣人，民籍，明朝政治人物。

## 生平
山西鄉試第二十七名舉人。書四房，嘉靖四十四年（1565年）中式乙丑科三甲第九十三名進士。刑部观政，本年六月授益都知县，隆慶元年卒。

## 家族
曾祖楊思明，壽官；祖父楊永寧，壽官；父楊鍾，引禮官。前母張氏；淮氏。兄杨清（義官）、杨潤（监生）。